# Friederike Meinel

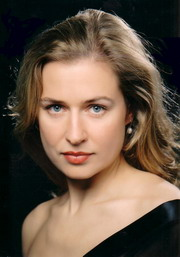
Friederike Meinel (2008)

Friederike Meinel (* 6. Mai 1974 in Jena) ist eine deutsche Opernsängerin (Sopran/Mezzosopran).

## Leben
Friederike Meinel studierte zuerst in Berlin an der Hochschule der Künste bei Ingrid Figur und später bei Rudolf Piernay in Mannheim. 2002 machte sie ihr Konzertexamen. Sie war mehrere Jahre Meisterschülerin bei Dietrich Fischer-Dieskau und Aribert Reimann. Außerdem waren wichtige Lehrer für sie Ingrid Bjoner und Helmut Kretschmar.
In der Spielzeit 2000/01 war sie Mitglied des Jungen Ensembles der Bayerischen Staatsoper München. Anschließend war sie von 2001 bis 2003 Sopranistin an den Wuppertaler Bühnen. In den Spielzeiten 2003/04 und 2004/05 sang sie als Ensemblemitglied an der Oper Köln. 2001 gab die Sängerin ihr Debüt in Wien bei den Wiener Festwochen in der Titelrolle in Penthesilea – Ein Traum unter der Leitung von Ulf Schirmer. Sie sang die Partie der Hilde in Peter Ruzickas Oper Celan an der Semperoper in Dresden unter Marc Albrecht, 2004 sang sie in der Uraufführung von Glas im Bauch an der Bayerischen Staatsoper München. Ihr Schweiz-Debüt gab Friederike Meinel 2009 als Conception in L’heure espagnole von Maurice Ravel und als Philomene in Alexandre bis von Bohuslav Martinů an der Oper Bienne/Solothurn. Die Sängerin sang unter anderem Partien wie Donna Elvira (Don Giovanni), Madame Lidoine (Gespräche der Karmelitinnen), Tatjana (Eugen Onegin), La Malaspina (Luci mie traditrici), Freia (Das Rheingold), 3. Norn (Götterdämmerung) und Ortlinde (Die Walküre).
Die Sängerin arbeitete im Laufe ihrer bisherigen Operntätigkeit u. a. mit den Dirigenten Jun Märkl, Peter Schneider, Jeffrey Tate sowie den Regisseuren Claus Guth und Robert Carsen zusammen.
Friederike Meinel konzertierte u. a. mit dem Tschechischen Philharmonischen Orchester, dem Berliner Sinfonieorchester, dem Bayerischen Staatsorchester, dem Gürzenich-Orchester Köln, den Berliner Symphonikern und der Baden-Badener Philharmonie und war Gast in der Berliner Philharmonie, dem Rudolfinum Prag, dem Cuvilliès-Theater München, dem Prinzregententheater München, dem Berliner Konzerthaus, dem großen Sendesaal des Westdeutschen Rundfunks in Köln, der Kammeroper Schloss Rheinsberg und beim Heidelberger Frühling. Liederabende führten die Sängerin z. B. nach Köln, wo sie einen Abend innerhalb der Konzertreihe der Kölner Philharmonie und des WDR unter der künstlerischen Leitung von Dietrich Fischer-Dieskau „Franz Schubert – Die Lieder“ gestaltete oder nach Chicago, wo sie im Rahmen des Ravinia-Festivals zu hören war.
Von 2008 bis 2016 war sie Schirmherrin der mit Preisen ausgezeichneten bundesweiten Benefizkonzertreihe „Kinder helfen Kindern – Musik schafft Zukunft“ zugunsten von Catania. 2016 wurde sie vom Vorstand Kiwanis Germany, der Foundation und dem Kiwanis Stiftungsrat zur Botschafterin von Kiwanis Deutschland ernannt und führt die Benefizkonzertreihe nun für Kiwanis Deutschland fort.
Im Jahr 2018 promovierte Friederike Meinel im Fach Musikwissenschaft.
Seit 2017 leitet Friederike Meinel eine Gesangsklasse an der Hochschule der Künste in Stettin. Seit 2019 ist sie Dozentin für Gesang an der Musikakademie der Stadt Kassel „Louis Spohr“.

## Auszeichnungen
- 1995 Gewinnerin des Paula-Lindberg-Salomon-Gesangswettbewerbs
- 1995 Gewinnerin des Yamaha-Stipendien-Gesangswettbewerbs
- 1996 O.E. Hasse-Preis
- 1996 Richard-Wagner-Stipendium
- 1999 Jütting-Stipendium
- 2009 Finalistin beim internationalen Gesangswettbewerb „Opera Competition and Festival with Mezzo Television“.[9]
- 2011 Kiwanis Preis[10]

## Diskografie
- „Lieder und Duette mit Klavier“ (Signum 1998)
- „Passione e Magia“ (Sunbow 2006)
- „Lost in the Stars“ (Sunbow 2006)
- „Hollywood Songs“ (Sunbow 2007)
- „Rauschende Melodien“ (duo-phone-records 2008)
- „Komponiert in Deutschland Special I: DEFA-Filmmusik“ (Indigo Musikproduktion 2012)